# Maurine
Die Maurine ist ein etwa 20 Kilometer langer linker Nebenfluss der Stepenitz im äußersten Nordwesten Mecklenburg-Vorpommerns.

## Flusslauf
Die Maurine entspringt in einem kleinen Waldgebiet zwischen den Ortschaften Carlow und Groß Rünz im Südwesten des Landkreises Nordwestmecklenburg auf 45 m ü. NHN und fließt zunächst in südwestlicher Richtung. Südlich von Carlow wendet sich der Wasserlauf nach Norden, durchfließt Carlow und nimmt nördlich des Ortes den Stover Mühlenbach auf. In ihrem mittleren und unteren Abschnitt führt der Flusslauf an den Ortschaften Niendorf und Groß Siemz vorbei. Er unterquert nördlich von Groß Siemz die Bundesautobahn 20. Südlich von Schönberg entwässern beidseitig zahlreiche Gräben eines Feuchtgebiets in die Maurine. Vier Kilometer vor der Mündung in die Stepenitz erreicht der Fluss die Kleinstadt Schönberg und umfließt die Gärten der Stadt. Über den Oberteich entwässert der Rupensdorfer Bach in die Maurine. Nordöstlich der Stadt wird die Maurine von der Bahnstrecke Lübeck–Bad Kleinen und der Bundesstraße 104 überquert. Der Abschnitt zwischen Schönberg und der Mündung ist Bestandteil des 501 Hektar großen Naturschutzgebietes Stepenitz- und Maurine-Niederung. In diesem Bereich liegen beidseitig des Flusslaufs großflächige Durchströmungsmoore.
Der Höhenunterschied von der Quelle bis zur Mündung beträgt etwa 45 Meter. Die Größe des Einzugsgebietes beträgt 167 km².

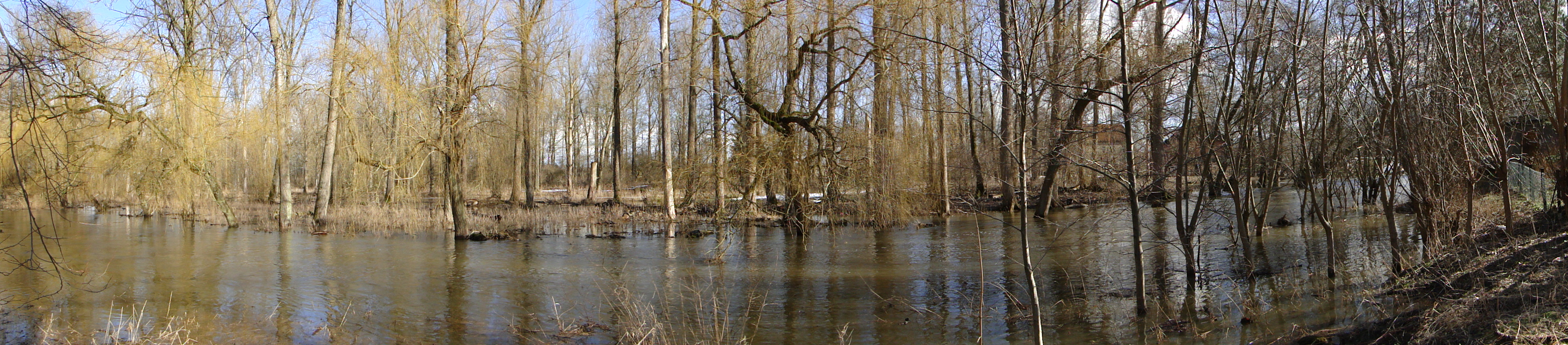
Maurine-Hochwasser im März 2010 in Schönberg

### Wasserscheide
Das Quellgebiet der Maurine liegt nordöstlich der Nordsee-Ostsee-Wasserscheide: Während die Maurine über die Stepenitz und Trave in die Ostsee fließt, entwässert das Gebiet südwestlich der Wasserscheide über die Schaale, Sude und Elbe in die Nordsee.

## Geschichte
Die Stadt Lübeck verzichtete in einer Erklärung an das Herzogtum Mecklenburg-Strelitz vom 16. Februar 1887 auf die Ausübung der ihr seit dem Mittelalter zustehenden Hoheitsrechte an der Maurine.
In den 1920er und 1930er Jahren wurde die Maurine begradigt.